# Seth Jarvis
Seth Jarvis (Winnipeg, Manitoba, 1 de febrero de 2002) apodado Jarvy, es un jugador profesional canadiense de hockey sobre hielo que se desempeña en la posición de centro en Carolina Hurricanes, equipo de la National Hockey League (NHL).

## Carrera
Fue seleccionado en la primera ronda en la NHL Entry Draft de 2020. En 2021 hizo su debut profesional con el equipo Carolina Hurricanes, donde lleva jugando tres temporadas.